# Merouana
Merouana är en ort i Algeriet.   Den ligger i provinsen Batna, i den norra delen av landet, 290 km öster om huvudstaden Alger. Merouana ligger 992 meter över havet och antalet invånare är 47 646.
Terrängen runt Merouana är varierad. Runt Merouana är det ganska tätbefolkat, med 93 invånare per kvadratkilometer. Det finns inga andra samhällen i närheten. Omgivningarna runt Merouana är i huvudsak ett öppet busklandskap.